# 殷邁
殷邁（1512年—1581年），字時訓，號秋溟，一號白野，南京留守右衛軍籍，應天府溧陽縣人，明朝政治人物。官至南京禮部侍郎。

## 生平
嘉靖十年（1531年）辛卯科應天府鄉試第三十八名舉人，嘉靖二十年（1541年）辛丑科會試第十八名，二甲六十四名進士。授戶部主事，乞求南京任职，改南吏部验封司主事，满考，晋文选司郎中。出为江西布政司左参议，三十四年三月以事降调。
嘉靖末官贵州按察司督学副使，未上任而请求致仕。穆宗即位後起用原官，提学两浙，隆慶元年（1567年）十月升江西右參政，二年正月升江西按察使，九月升四川右布政使，四年三月入爲南京太僕寺卿，六年闰二月乞休。
萬曆元年（1573年）十月起升南京太常寺卿，二年七月陞任南京禮部右侍郎，四年十一月以原官管南京祭酒事，五年闰八月以病乞休，九年五月病卒，万历十年正月賜祭葬。

## 家族
曾祖殷福；祖父殷冕；父殷俸。前母馬氏；母錢氏；繼母張氏。具庆下。兄殷遷（训导）、殷選。